# Gustav Frölich (Agrarwissenschaftler)
Georg Gustav Adolf Frölich (* 2. Februar 1879 in Oker; †  23. August 1940 in Dummerstorf) war ein deutscher Agrarwissenschaftler, Tierzüchter und Fütterungsexperte.

## Leben und Wirken
Gustav Frölich besuchte die Grundschule in Oker sowie das Gymnasium in Goslar. Er begann nach dem Abitur 1897 mit technischen Studien in Braunschweig und wechselte bald zur Landwirtschaft. Dazu studierte an der Landwirtschaftlichen Akademie in Poppelsdorf, der Georg-August-Universität Göttingen und der Molkereischule in Hameln. Während seines Studiums wurde er 1897 Mitglied der Burschenschaft Marchia Bonn und der Burschenschaft Alemannia Göttingen. Er schloss 1900 als Diplomlandwirt und mit der Prüfung als Landwirtschaftslehrer ab, 1903 folgte das Examen als Tierzuchtinspektor. 1904 promovierte er an der Universität Göttingen bei Conrad von Seelhorst mit einem betriebswirtschaftlichen Thema zum Dr. phil.
Von 1905 bis 1909 war Frölich Saatzuchtleiter auf der Domäne Friedrichswerth b. Gotha bei Eduard Meyer und dabei an der Züchtung der Sorte Friedrichswerther Berg-Wintergerste beteiligt. Außerdem lernte er die damals bedeutende dortige Edelschweinzucht kennen.  Es folgte eine einjährige Tätigkeit als Generalsekretär des Land- und forstwirtschaftlichen Hauptvereins in Göttingen. 1910 wurde Frölich Professor für Tierzucht und landwirtschaftliche Taxationslehre an der Universität Jena, und 1912 erhielt er den Lehrstuhl für allgemeine Landwirtschaftslehre und Tierzucht an der Universität Göttingen.

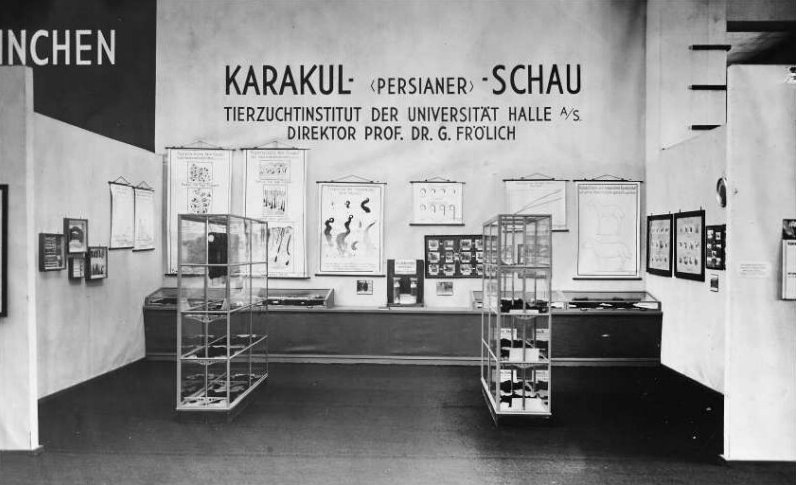
„Karakul- (Persianer-) Schau, Tierzucht-Institut der Universität Halle A/S., Direktor Prof. G. Frölich“. Stand auf der Internationalen Pelzfachausstellung (IPA) 1930 in Leipzig.

Im Oktober 1915 begann Frölich als Professor für Tierzucht am Landwirtschaftlichen Institut der Universität Halle-Wittenberg. 1918 führten ihn Studienreisen nach Turkestan, Südwest- und Südafrika. 1920 berief man ihn zum Direktor des neu gebildeten Instituts für Tierzucht und Molkereiwesen in Halle. Dazu wurde die preußische Domäne Lettin b. Halle/S. (200 ha) eine Versuchswirtschaft für Tierzucht, Tierhaltung, Tierfütterung, Futtererzeugung und -konservierung. In den folgenden Jahren entstanden viele Veröffentlichungen für das „Kühn-Archiv“ zu diesen Arbeitsgebieten bei Rindern, Schafen und Schweinen. Die Domäne Lettin hatte wichtige Zuchtherden der Rassen „Deutsches weißes Edelschwein“ und „Cornwall“. 1929/30 wurde die „Staatlich anerkannte Mastprüfungsanstalt für Schweine Lettin (Sachsen-Anhalt)“ eröffnet, die bis 1943 für die Provinzen Sachsen und Kurhessen sowie für Anhalt zuständig war.
Bereits ab 1937 gab es durch die Reichsregierung Planungen zur Errichtung eines Instituts für Tierzuchtforschung im Rahmen der Kaiser-Wilhelm-Gesellschaft zur Förderung der Wissenschaften. Die Wahl fiel schließlich auf das Gut Dummerstorf b. Rostock mit einer Fläche von etwa 1000 Hektar. Frölich beteiligte sich an den betrieblichen und züchterischen Konzeptionen, wurde zum 1. Juli 1939 als Direktor dieses Instituts berufen und zog vier Monate später nach Dummerstorf. An den Aufgaben zur Verbesserung der Fettleistung der Schwarzbunten Niederungsrinder und zur Einführung der Künstlichen Besamung bei Rindern konnte er nicht mehr lange mitwirken, da er bereits am 28. August 1940 starb.
Frölichs politische Einstellung war vor 1933 durch seine Mitgliedschaft im Alldeutschen Verband und in der Deutschnationalen Volkspartei (DNVP) gekennzeichnet. Als Rektor der Universität Halle und Vorsitzender der Deutschen Rektorenkonferenz lavierte er 1933 „vorsichtig, aber vergeblich, um nationalsozialistische Eingriffe in das Hochschulsystem abzuwenden“. Er musste das Amt des Rektors vorzeitig abgeben. 1933 wurde Frölich förderndes Mitglied der SS. 1937 trat er in die NSDAP ein (Mitgliedsnummer 4.047.588), 1938 wurde er in den Deutschen Reichsbauernrat berufen.
Frölich war ein umfassend ausgebildeter Landwirt. Seine große Leistung lag in dem 24 Jahre langen Wirken als Tierzuchtprofessor in Halle, wo er eine ganze Generation an Diplomlandwirten prägte, die ihr Wissen in Praxis, Verwaltung, Verbänden und in der Wissenschaft erfolgreich umsetzen konnten. Zu letzteren zählten unter anderem Heinz Henseler, Joachim-Friedrich Langlet, Max Witt und Heinrich Lüthge. Aus der „Hallenser Schule“ gingen später noch Wolf Herre, Werner Wussow, Fritz Haring, Joachim Hans Weniger, Hans-Rüdiger Schumm, Martin Tegtmeyer, Heinz Brandsch, Helmuth Pfeiffer hervor.

## Hauptwerk (Auswahl)
- Über das sogenannte umlaufende Betriebskapital: ein Beitrag zur Wirtschaftslehre des Landbaues. Diss. an der Phil. Fak. Göttingen, 1904;
- Anleitung zur Pferdezucht im landwirtschaftlichen Betriebe. Von F. Oldenburg, 3. neu bearb. Aufl. Hrsg. von Gustav Frölich, Berlin: Parey, 1917, Thaer-Bibliothek, Bd. 102; 4. neubearb. Aufl., 1920, 5. neubearb. Aufl., 1922;
- Lehrbuch der Pferdezucht. 6. völlig neubearb. Aufl. von Schwarzneckers Pferdezucht. Berlin: Paul Parey, 1926;
- Das Institut für Tierzucht und Molkereiwesen an der Universität Halle (Saale), der Haustiergarten, die Sammlungen, das Molkereilaboratorium und das Versuchsgut Domäne Lettin bei Halle (Saale): Ein Überblick über die der Tierzuchtlehre dienenden Unterrichts- und Forschungsmittel.  Halle (Saale): Thiele, 1927;
- Wollkunde: Bildung und Eigenschaften der Wolle. Mit Walter Spöttel und Ernst Tänzer, Berlin: Julius Springer, 1929;
- Organisation und Förderung der Tierzucht. Festschrift zum 75jährigen Bestehen der landwirtschaftlichen Institute der Univ. Halle/Wittenberg. Berlin: Parey, 1938,  Kühn-Archiv, Bd. 49.
- Die Veränderungen des Karakul-Persianer-Vlieses während des Zurichtens. Mit Wolf Herre und Hans Hornitschek. Berlin: Parey, 1938, Kühn-Archiv Bd. 4;
- Die Angora-Leistungsprüfungen: Aufgaben, Entwicklung und Ziele nach d. Ergebnissen zweijährigen Versuchsarbeit auf diesem Gebiet im Tierzucht-Inst. d. Univ. Halle. Mit Martin Tegtmeyer. Berlin: Parey, 1938, Kühn-Archiv, Bd. 51, Heft 1;
- Festschrift: Professor Gustav Frölich zum 60. Geburtstag. Berlin: Parey, 1939, Kühn-Archiv, Bd. 52, 486 S.;
- Neuzeitliche Zucht, Haltung und Fütterung der Haustiere. Hrsg. von Anna Charlotte Frölich, Berlin: Pfennigsdorff, 1944;

## Auszeichnungen und Mitgliedschaften
- 1924 Mitglied der Leopoldina
- von Juli 1932 bis Mai 1933 Rektor der Universität Halle-Wittenberg[5]
- 1932 Vorsitzender der Deutschen Rektorenkonferenz
- 1932 Hermann-von-Nathusius-Medaille in Gold der Deutschen Gesellschaft für Züchtungskunde (DGfZ)[7]
- Berufung in den Landesbauernrates der Landesbauernschaft Sachsen-Anhalt
- 1938 Berufung in den Deutschen Reichsbauernrat
- Namensgeber für die Gustav-Frölich-Allee in der Gemeinde Dummerstorf